# ۱۱ ای.ام. (فیلم)
«۱۱ ای.ام.» (انگلیسی: 11 A.M. (film)) فیلمی در ژانر علمی–تخیلی است که در سال ۲۰۱۳ منتشر شد. از بازیگران آن می‌توان به چوی دانیل اشاره کرد.